# Halicyclops dussarti
Halicyclops dussarti – gatunek widłonoga z rodziny Halicyclopidae. Występuje w północnej Brazylii w dorzeczu Amazonki w stanie Pará.

## Systematyka
Gatunek ten opisał w 1995 roku brazylijski profesor zoologii Carlos Eduardo Falavigna da Rocha z Universidade de São Paulo. Holotypowa samica została pozyskana w sierpniu 1970 roku w strumieniu Jacarequara w pobliżu Abaetetuby (1°44′S 48°53′W/-1,733333 -48,883333). Dwa paratypy (samce) odłowiono w kwietniu 1984 roku w rzece Guamá przy ujściu strumienia Bujaru (1°34′S 47°56′W/-1,566667 -47,933333). Epitet gatunkowy upamiętnia dr. B.H. Dussarta – szanowanego badacza widłonogów.